# Fables of the Reconstruction
Albums de R.E.M.
Reckoning
(1984) Lifes Rich Pageant
(1986)
Fables of the Reconstruction est le troisième album du groupe de rock américain R.E.M. sorti sur le label I.R.S. Records, en 1985. Comme le montre la pochette, le titre est « circulaire » : l'album peut aussi être appelé Reconstruction of the Fables.

## Détails
Malgré l'audience grandissante et les louanges des critiques après leurs deux premiers albums, Murmur et Reckoning, R.E.M. décide de changer de manière sensible leur style de musique et leurs habitudes d'enregistrement, à savoir : un nouveau producteur (Joe Boyd) et un nouveau lieu d'enregistrement (Londres, Angleterre).
Boyd était surtout connu pour son travail avec des musiciens de la scène folk anglaise moderne tels que Fairport Convention et Nick Drake. Cependant, Fables reste un album concept à la sauce R.E.M. Les paroles explorent la mythologie et les paysages du Sud des États-Unis. Le titre, Fables of the Reconstruction ou Reconstruction of the Fables, rend possible à la fois la référence à la période de reconstruction après la Guerre de Sécession et à la pratique d'analyse textuelle appelée déconstruction. L'origine du titre et du refrain de Cant Get There from Here, le premier single de l'album, est une phrase entendue lorsqu'on demande son chemin dans une zone rurale. Le vidéo-clip de Cant Get There From Here passe régulièrement sur MTV à l'époque mais le morceau ne réussit pas à se classer dans les hit-parades américains.
La première chanson Feeling Gravitys Pull décrit l'endormissement pendant qu'on lit; les paroles de Michael Stipe font aussi référence au surréaliste Man Ray et donnent le ton de l'album. Musicalement, c'était une chanson inhabituelle pour le groupe, la guitare de Peter Buck utilisant une échelle chromatique sombre et un quatuor à cordes, alors que les précédents albums démarraient par des chansons rock rythmées et aux guitares carillonnantes. Maps and Legends entre dans cette catégorie et comporte les harmonies vocales facilement reconnaissables du bassiste Mike Mills, chantant des paroles différentes de celles de Stipe, principe que l'on retrouve fréquemment durant les premières années du groupe. La chanson est dédiée au Révérend Howard Finster, un artiste underground et, d'après le groupe, « un homme de vision et de sentiment - un exemple pour tous » (Finster avait réalisé la pochette du précédent album de R.E.M.Reckoning l'année précédente).
Driver 8 décrit le paysage le long d’un ligne de chemin de fer en termes parfois abstraits. Les trains sont un thème récurrent des chansons du Sud américain, ils symbolisent la liberté et la promesse d’une fuite de sa région. Emmenée par un riff de guitare blues, ce fut l’une des chansons qui fut largement diffusée par les ‘’college radios’’, et un clip video fut réalisé.
Démarrant par une douce introduction, Life and How to Live It est empreinte d’une toute autre atmosphère, racontant encore une histoire sur un arrangement folk rock. Sans mentionner son nom, la chanson pourrait bien parler de l’auteur originaire de Géorgie Brivs Mekis, comme semble y faire allusion l’extrait live paru sur le disque bonus de And I Feel Fine... The Best of the I.R.S. Years 1982-1987.
Beaucoup de chansons de cette époque sont nées des expériences faites par le groupe lors de leurs tournées incessantes à travers le pays durant leurs premières années d’existence, ainsi que d’une prise de conscience politique croissante qui trouvera son expression sur les albums suivants Lifes Rich Pageant et Document. Stipe déclara plus tard que les paroles qu’il chantait sur les trois premiers albums ne voulaient pas dire grand-chose. Cependant, la chanson Green Grow the Rushes, qui contient les mots « the amber waves of gain » (« les vagues ambrées du gain ») est censée être à propos des travailleurs agricoles immigrés. Kohoutek évoque la Comète Kohoutek, et est peut-être l’une des toutes premières chansons de R.E.M qui parle d’une relation sentimentale. Auctioneer (Another Engine) est une autre chanson qui ne correspond pas au son du R.E.M. de l’époque, avec ses riffs de guitare tranchants et toujours des références aux vieilles coutumes rurales du Sud.
La plaintive Good Advices contient des paroles de Stipe souvent citées : « When you meet a stranger, look at his shoes / keep your money in your shoes. ». Un personnage excentrique constitue le sujet des chansons Old Man Kensey et Wendell Gee. Cette dernière, une ballade sur fond de piano et banjo, soutenue par les harmonies vocales de Berry et Mills, fut le troisième et dernier single de l’album paru au Royaume-Uni seulement, mais il n'eut aucun impact commercial.
À sa sortie, Fables of the Reconstruction atteint la 28e place des classements aux États-Unis (certifié disque d’or en 1991) et obtient le meilleur classement pour un album du groupe au Royaume-Uni, à la 35e place.
Enregistré pendant une période difficile à l’intérieur du groupe – largement dû au mal du pays et au triste hiver londonien – le groupe n’a jamais caché son manque d’enthousiasme pour cet album pendant des années, avis souvent partagé par les fans et la presse. Le batteur Bill Berry aurait déclaré au début des années 1990 que Fables of the Reconstruction « n’était pas terrible » ; Michael Stipe à une époque partageait cette opinion mais plus tard a considéré qu’il contenait certaines de ses plus remarquables chansons, concédant au producteur Joe Boyd qu’il avait appris à aimer l’album au fil du temps.
Fables est souvent caractérisé par un tempo assez lent et un son volontairement opaque, brumeux, qui contraste avec les précédents albums plus enlevés. Néanmoins, l’emploi d’instruments folk américains tel que le banjo sur Wendell Gee, et quelques orchestrations (cordes sur Feeling Gravitys Pull et cuivres sur Cant Get There From Here) marquent un tournant sur la route qui mènera le groupe vers le son à dominante acoustique qu’il adoptera lors de leur de sa percée commerciale à la fin des années 1980 et début 1990, avec des albums comme Green, Out of Time, et Automatic for the People.
Les notes de pochette mentionnent une chanson intitulée When I Was Young parmi les titres du disque mais celle-ci n’apparaît pas. Elle fut jouée trois ou quatre fois durant la tournée qui a précédé l’album en 1985 (le Preconstruction U.S. College tour), mais elle fut rapidement abandonnée. Toutefois, quelques lignes des paroles sont reparues sur I Believe, une chanson complètement différente qui figure sur l’album suivant Lifes Rich Pageant.

## Titres
Toutes les chansons sont de Bill Berry, Peter Buck, Mike Mills et Michael Stipe sauf là où c’est indiqué.
1. Feeling Gravitys Pull – 4:51
2. Maps and Legends – 3:10
3. Driver 8 – 3:23
4. Life and How to Live It – 4:06
5. Old Man Kensey (Jerry Ayers, Berry, Buck, Mills, Stipe) – 4:08
6. Cant Get There from Here – 3:39
7. Green Grow the Rushes – 3:46
8. Kohoutek – 3:18
9. Auctioneer (Another Engine) – 2:44
10. Good Advices – 3:30
11. Wendell Gee – 3:01

Les apostrophes manquantes dans les titres (et l’ordre incorrect des pistes sur la pochette de l’album) étaient délibérés, tout comme ce sera le cas avec le titre de l’album suivant : Lifes Rich Pageant.

### Réédition en CD The IRS Years
Le 6 août 1992, EMI (qui gère les droits du catalogue I.R.S) réédite Fables of the Reconstruction avec cinq titres bonus :
1. Crazy
2. Burning Hell
3. Bandwagon
4. Driver 8 (Live)
5. Maps and Legends (Live)

Crazy, Burning Hell and Bandwagon figurent aussi sur Dead Letter Office.

## Personnel
- Bill Berry – batterie, chant
- Peter Buck – guitare, banjo, harmonica
- Mike Mills – basse, piano, chant
- Michael Stipe – chant

### Personnel additionnel
- David Bitelli – saxophone
- Jim Dvorak – trompette
- David Newby – violoncelle
- Camilla Brunt – violon
- Philippa Ibbotson – violon
- Pete Thomas – saxophone

## Anecdote
- Cet album est le premier de R.E.M. sur lequel apparaissent des cuivres (Cant Get There From Here).

## Classements

### Album
| Année | Classement        | Position         |
| ----- | ----------------- | ---------------- |
| 1985  | The Billboard 200 | 28 (42 semaines) |
| 1985  | UK Albums Chart   | 35 (4 semaines)  |

### Singles
| Année | Chanson                  | Classement                       | Position |
| ----- | ------------------------ | -------------------------------- | -------- |
| 1985  | Cant Get There from Here | Billboard Mainstream Rock Tracks | 14       |
| 1985  | Driver 8                 | Billboard Mainstream Rock Tracks | 22       |

## Certifications
| Organisation | Niveau | Date         |
| ------------ | ------ | ------------ |
| RIAA – U.S.  | Gold   | 24 juin 1991 |